# Randers Realskole
Randers Realskole er med sine over 1300 elever Danmarks største privatskole. Skolen har 0. – 10. klassetrin.
Skolen blev, ved sammenlægning af to skoler, grundlagt i 1869 som Randers Private Realskole af Cand. Jur. Henrik Steffens Helms, der var skolebestyrer i perioden 1869-1879
Hold fra Randers Realskole har flere gange været i finalen i Ekstra Bladets Skolefodboldturnering. Randers Realskole har et samarbejde med områdets elitesportsklubber og Team Danmark, og tilbyder bl.a. en fodboldlinie, en håndboldlinie og en idrætslinie i 10. klasse.
Randers Realskole købte i april 2018 ejendommen Fabersvej 1 der lige som bygningerne på Jensen Wærums Allé 3 skal fungere som en skolebygning.